# Орентлихер, Георг Борисович
Георг Борисович Орентлихер (1897—1985) — советский пианист. Заслуженный артист РСФСР (1965).
Известен, прежде всего, как мастер аккомпанемента — особенно благодаря сотрудничеству с певцом Георгием Виноградовым, вершиной которого стали две записи: «Прекрасная мельничиха» Франца Шуберта и «Любовь поэта» Роберта Шумана. Среди других исполнителей, выступавших и записывавшихся с Орентлихером, — Андрей Иванов, Владимир Захаров, Людмила Легостаева, Анна Матюшина.
В 1960—1970-е гг. преподавал камерный ансамбль в Музыкально-педагогическом институте имени Гнесиных — его учеником был, в частности, Александр Градский, вспоминавший об Орентлихере как о «замечательном совершенно педагоге».
Под редакцией Орентлихера изданы «Избранные романсы» Цезаря Кюи (1968) и Николая Черепнина (1973).
Похоронен на Введенском кладбище (19 уч.).